# Lenguas mbole-enya
Las lenguas mbole-enya o mbole-eña son una división de las lenguas bantúes, codificada como D.10 en la clasificación de Guthrie. De acuerdo con Nurse & Philippson (2003), dejando a un lado el lengola forman un grupo filogenético, las lengua del mbole-enya son:
Enya-Zura, Mbole, Mituku
Las lenguas nyali (D.33) podrían también ser parte del grupo. El lengola sería parte de las lenguas lebonya.